# 觚賸
《觚賸》，筆記體小說，清代鈕琇所作，共十二卷。分為正、續二編。
《觚賸》正、續二編皆作於鈕琇於廣東高明知縣任期。正編完成於康熙二十九年（1700年），分為八卷，有《吳觚》三卷、《燕觚》一卷、《豫觚》一卷、《秦觚》一卷、《粵觚》二卷。續編完成於康熙四十一年（1702年），共四卷。有《言觚》一卷、《人觚》一卷、《事觚》一卷、《物觚》一卷。正編、續編各有自序一篇。
清廷曾以「文多違悖」將此書查禁，此書又曾以《說鈴》之名刊行。